# Craig Russell (acteur canadien)
Pour les articles homonymes, voir Russell, Craig Russell et Craig Russell (acteur).
Russell Craig Eadie, né à Toronto (Canada) le 10 janvier 1948 et mort dans cette ville le 30 octobre 1990, mieux connu sous son nom de scène de Craig Russell, est un acteur, chanteur, travesti et écrivain canadien.

## Filmographie partielle

### Au cinéma
- 1977 : Outrageous! de Richard Benner : Robin Turner
- 1980 : Nothing Personal (en) : l'homme du Talk Show
- 1986 : Ein Virus kennt keine Moral : le barman
- 1987 : Too Outrageous! : Robin Turner

## Honneurs
- Berlinale 1978 : Ours d'argent du meilleur acteur pour Outrageous!